# Julian Green
Julian Wesley Green (Tampa, Florida, 1995. június 6. –) amerikai válogatott labdarúgó, a Greuther Fürth középpályása. Korosztályos szinten Németországot és Amerikát is képviselte.

## Pályafutása

### Bayern München
2009-ben a SG Hausham csapatától érkezett a bajorok akadémiájára, majd 2013. november 8-án aláírta első profi szerződését a klubbal, ami 2017-ig szólt. November 27-én debütált a CSZKA Moszkva ellen a bajnokok ligájában Mario Götze cseréjeként. Részt vett a sérült Arjen Robben helyett a 2013-as FIFA-klubvilágbajnokságon, amit megnyertek. 2014 augusztusának végén kölcsönbe került a Hamburger SV csapatához.

### Válogatott
Floridában Tampa városában született az Amerikai Egyesült Államokban egy amerikai apától és egy német anyától, családja Németországba költözött, amikor ő kétéves volt. Ezért a Német labdarúgó-válogatottban és az Amerikai labdarúgó-válogatottban is szerepelhetett.
2011-ben a Német U16-os válogatottban és a Német U17-es válogatottban is pályára lépett. 2012-ben egy barátságos mérkőzésen szerepelt az Amerikai U18-as labdarúgó-válogatottban a Holland U18-as labdarúgó-válogatott ellen 4-2-re megnyert mérkőzésen, amin ő maga is gólt szerzett. Képviselte magát 2014-es U19-es labdarúgó-Európa-bajnokság selejtezőjében a Német U19-es válogatott játékosaként.
2013-ban Jürgen Klinsmann behívta az Amerikai labdarúgó-válogatottba, de ő ezt visszautasította és részt vett a Német U19-es válogatotthoz a Francia U19-es válogatott elleni barátságos mérkőzésen részt vevő kerethez. 2014. március 5-én az Amerikai labdarúgó-válogatottal tréningezett az Ukrán labdarúgó-válogatott elleni mérkőzés előtt. Március 18-án kérelmet nyújtott be, hogy az Amerikai labdarúgó-válogatottban szerepelhessen.
Március 24-én a FIFA jóváhagyta Green állampolgárságának megváltoztatását, így már szerepelhetett az Amerikai labdarúgó-válogatottban. Március 26-án behívott kapott az áprilisban megrendezésre kerülő Mexikói labdarúgó-válogatott elleni barátságos mérkőzésre. A második félidőben debütált Bradley Davis cseréjeként.
Május 12-én bekerült a 2014-es labdarúgó-világbajnokságra készülő 30 fős keretbe, majd a keret szűkítés során a 23 fős keretbe, amely elutazik Brazíliába. 2014. július 1-jén lépett először pályára a világbajnokságon a Belga labdarúgó-válogatott ellen, amivel ő lett a legfiatalabb amerikai, aki pályára lépett világbajnokságon, majd a legfiatalabb gólszerző is. A mérkőzésen a hosszabbítás második félideje előtt cserélte be Jürgen Klinsmann, majd nem sokkal később Michael Bradley remek labdája után kapásból továbbított a kapuba kialakítva a 2-1-es végeredményt, ami azt jelentette, hogy kiestek a világbajnokságról.

## Statisztika

### Klub
2017. február 25. szerint.
| Klub              | Szezon           | Bajnokság           | Bajnokság | Bajnokság | Kupa  | Kupa  | Nemzetközi | Nemzetközi | Egyéb | Egyéb | Összesen | Összesen |
| Klub              | Szezon           | Bajnokság           | Meccs     | Gólok     | Meccs | Gólok | Meccs      | Gólok      | Meccs | Gólok | Meccs    | Gólok    |
| ----------------- | ---------------- | ------------------- | --------- | --------- | ----- | ----- | ---------- | ---------- | ----- | ----- | -------- | -------- |
| Bayern München II | 2013–14          | Regionalliga Bayern | 23        | 15        | 0     | 0     | 0          | 0          | 0     | 0     | 23       | 15       |
| Bayern München II | 2015–16          | Regionalliga Bayern | 28        | 10        | 0     | 0     | 0          | 0          | 0     | 0     | 28       | 10       |
| Bayern München    | 2013–14          | Bundesliga          | 0         | 0         | 0     | 0     | 1          | 0          | 0     | 0     | 1        | 0        |
| Bayern München    | 2015–16          | Bundesliga          | 0         | 0         | 0     | 0     | 1          | 0          | 0     | 0     | 1        | 0        |
| Bayern München    | 2016–17          | Bundesliga          | 0         | 0         | 2     | 1     | 0          | 0          | 0     | 0     | 2        | 1        |
| Hamburger SV      | 2014–15          | Bundesliga          | 5         | 0         | 0     | 0     | 0          | 0          | 0     | 0     | 5        | 0        |
| Hamburger SV II   | 2014–15          | Regionalliga Nord   | 1         | 0         | 0     | 0     | 0          | 0          | 0     | 0     | 1        | 0        |
| VfB Stuttgart     | 2016–17          | Bundesliga 2        | 4         | 1         | 0     | 0     | 0          | 0          | 0     | 0     | 4        | 1        |
| Karrier összesen  | Karrier összesen | Karrier összesen    | 61        | 26        | 2     | 1     | 2          | 0          | 0     | 0     | 65       | 27       |

### Válogatott góljai
| #  | Időpont           | Helyszín                                                              | Ellenfél  | Gólok | Eredmény | Kiírás                           |
| -- | ----------------- | --------------------------------------------------------------------- | --------- | ----- | -------- | -------------------------------- |
| 1. | 2014. július 1.   | Arena Fonte Nova, Salvador, Brazília                                  | Belgium   | 1–2   | 1–2      | 2014-es labdarúgó-világbajnokság |
| 2. | 2016. október 7.  | Estadio Pedro Marrero, Havanna, Kuba                                  | Kuba      | 2–0   | 2–0      | Barátságos mérkőzés              |
| 3. | 2016. október 11. | Robert F. Kennedy Memorial Stadium, Washington D.C., Egyesült Államok | Új-Zéland | 1–0   | 1–0      | Barátságos mérkőzés              |

## Sikerei, díjai

### Klub
- Bayern München II:
  - Fußball-Regionalliga Bayern: 2013-14
- Bayern München:
  - Bundesliga bajnok (2): 2013-14, 2015-16
  - Német kupa győztes (2): 2013-14, 2015-16
  - FIFA-klubvilágbajnokság (1): 2013
  - Német szuperkupa győztes (1): 2016
- VfB Stuttgart:
  - Bundesliga 2 bajnok (1): 2016-17